# Karmelitmartyrerna i Guadalajara
Karmelitmartyrerna i Guadalajara syftar på tre oskodda karmelitnunnor, vilka mördades av Bando republicano under spanska inbördeskriget. De tre nunnorna vördas som saliga i Romersk-katolska kyrkan, med minnesdag den 24 juli.
De tre nunnorna var:
- María Pilar de San Francisco de Borja (58 år), född 30 december 1877 i Tarazona, död 24 juli 1936 i Guadalajara
- María Ángeles de San José (30 år), född 6 mars 1906 i Getafe, död 24 juli 1936 i Guadalajara
- Teresa del Niño Jesús García (27 år), född 5 mars 1909 i Mochales, död 24 juli 1936 i Guadalajara

De tre nunnorna flydde från sitt kloster, som intogs av Bando republicano kort därefter. Nunnorna blev igenkända av milismän på Calle Francisco Cuesta och blev beskjutna. Syster María Ángeles dog omedelbart, medan syster María Pilar fördes till sjukhus där hon avled några timmar senare. Milismännen krävde att syster Teresa del Niño Jesús skulle hylla kommunismen, men istället ropade hon: ”Min Gud, min Gud, ¡Viva Cristo Rey!” Hon blev då skjuten med ett stort antal skott.

## Bilder
| - Saliga María Pilar de San Francisco de Borja. - Saliga María Ángeles de San José. - Saliga Teresa del Niño Jesús García. |